# NGC 437
NGC 437 je galaksija u zviježđu Ribe.

## Vanjske poveznice
- SEDS: NGC 437